# Bernie Moreno
Bernie Moreno, né Bernardo Moreno en février 1967, est un homme d'affaires et homme politique américain membre du Parti républicain. Il est élu sénateur de l'Ohio en novembre 2024.

## Biographie
Bernie Moreno, né en février 1967 à Bogota, est arrivé aux États-Unis en provenance de Colombie à l’âge de quatre ans. Il indique qu’il a appris l’anglais grâce aux discours de Ronald Reagan. Il a acquis la nationalité américaine à l'âge de 18 ans. C'est un ancien concessionnaire de voitures de luxe,.
En avril 2021, Bernie Moreno déclare sa candidature à l'élection sénatoriale de 2022 dans l'Ohio, à laquelle le sortant républicain Rob Portman ne se représente pas. En difficulté dans les sondages, il retire sa candidature à l'investiture républicaine en février 2022 après avoir investi 3,75 millions de dollars de sa fortune personnelle dans sa campagne.
En avril 2023, Bernie Moreno annonce une nouvelle candidature au poste de sénateur des États-Unis pour l'Ohio lors des élections de 2024. Il reçoit l'appui de Donald Trump en décembre, puis remporte la primaire républicaine du 19 mars 2024 contre Matt Dolan, sénateur d'État, et le secréraire d'État de l'Ohio Frank LaRose,. Lors de l'élection générale, il affronte le sénateur démocrate sortant Sherrod Brown, contre qui il est élu le 5 novembre avec 50,2 % des suffrages, contre 46,4 % pour son rival,.

## Vie personnelle
La fille de Moreno, Emily, est en couple avec le représentant Max Miller.